# Dungeon
Dungeon is een Australische powermetal band die is opgericht in 1989 en opgeheven in 2005. "Lord" Tim Grose, oprichter van de band, ging nog wel verder onder zijn eigen project Lord.

## Bezetting

### Laatste Bezetting
- Lord Tim Grose - Zanger/Gitarist
- Stuart Marshall - Gitarist
- Glenn Williams - Bassist
- Tim Yatras - Drummer

### Voormalige bandleden
- Jason Hansen - Gitarist
- Dale 'Fletch' Fletcher - Gitarist
- Dale Corney - Gitarist
- Stephen Mikulic - Gitarist
- Mav Stevens - Gitarist
- Eddie Trezise - Bassist
- Rendall Hocking - Bassist
- Jamie Baldwin - Bassist
- George Smith - Bassist
- Justin 'Juz' Sayers - Bassist
- Brendon 'Dakk' McDonald - Bassist
- Pete Peric - Bassist
- Andrew Dowling - Bassist
- Ian Debono - Drummer
- Darryl Riess - Drummer
- Andrew Brody - Drummer
- Jim Yannieh - Drummer
- Virgil Donati - Drummer
- Wayne Harris - Drummer
- Tyrone 'Ty Blakely' McMaster - Drummer
- Steve "Stevo" Moore - Drummer
- Grahame Goode - Drummer
- Carolyn Boon - Toetsen

## Biografie
Dungeon werd in 1989 opgericht in Broken Hill, Australië, door Tim Grose. Van in deze begindagen ging de band gebukt onder talloze ledenwissels maar de eerste, redelijk vaste line-up bestond uit Tim Grose, gitarist Dale Corney en drummer Virgil Donati. Zij speelden de demo Changing Moods uit 1996 in. Er kwam interesse vanuit Japan waarop de band een aantal nummers van de demo opnieuw opnam en het uitbracht onder de naam Demolition.
In 1998 namen ze het eerste, echte fullalbum op getiteld Ressurection. Hierna ging het gestaag vooruit met Dungeon waardoor ze een van de populairste Australische metalbands werden. Zo toerden ze door Australië met Opeth, Mayhem, Megadeth, Nevermore, Destruction, Edguy, Doro en nog een aantal andere gevestigde waarden.
In 2005 kwamen ze voor het eerst, en later zou ook blijken voor het laatst, naar Europa. Hier speelden ze een aantal optredens in het voorprogramma van Megadeth. Eenmaal terug in Australië kondigden ze het afscheid van de band aan. Op 11 december 2005 speelden ze hun laatste optreden in Sydney.

## Discografie
- Changing Moods (ep, 1995)
- Demolition (compilatie, 1996)
- Resurrection (1999)
- A Rise To Power (2002)
- Rising Power (compilatie, 2003)
- One Step Beyond (2004)
- Under The Rising Sun (dvd, 2004)
- The Final Chapter (2005)
- Official Bootleg DVD: Volume 1 (dvd, 2005)

## Externe bronnen
- dungeon.cd (website niet meer beschikbaar)